# Spyro 2: Gateway to Glimmer
Spyro 2: Gateway to Glimmer (в Північній Америці вийшла під назвою Spyro 2: Ripto's Rage!) — відеогра для PlayStation, друга у серії Spyro the Dragon. Розроблена Insomniac Games та випущена у 1999 році. За жанром — платформер.